# Blue Gender
Blue Gender (ブルージェンダー) é uma série anime de 26 episódios criada por Ryousuke Takahashi e transmitida pela TBS no Japão de 1999 a 2000. Blue Gender foi animado pelo estúdio japonês AIC.

## Enredo
Yuji Kaido, após ser diagnosticado com uma doença grave, é criogenicamente congelado. Mais de 20 anos depois, Yuji acorda em um mundo radicalmente transformado: a Terra foi dominada por uma raça alienígena de insetos chamada Blue, e a humanidade foi forçada a recuar para a estação espacial conhecida como Second Earth. Transportado para essa base espacial, Yuji descobre que ele e outros sobreviventes em estado de hibernação possuem um papel crucial na luta para derrotar os invasores alienígenas. No entanto, sua relação com um membro da equipe de resgate dificulta mais ainda sua situação.[carece de fontes?]

## Episódios
| Nº | Título   |
| -- | -------- |
| 1  | One Day  |
| 2  | Cry      |
| 3  | Trial    |
| 4  | Agony    |
| 5  | Priority |
| 6  | Relation |
| 7  | Sympath  |
| 8  | Oasis    |
| 9  | Confirm  |
| 10 | Tactics  |
| 11 | Go Mad   |
| 12 | Progress |
| 13 | Heresy   |
| 14 | Set      |
| 15 | Calm     |
| 16 | A Sign   |
| 17 | Eclosion |
| 18 | Chaos    |
| 19 | Collapse |
| 20 | Versus   |
| 21 | Joker    |
| 22 | Dogma    |
| 23 | Soliste  |
| 24 | Compass  |
| 25 | Adagio   |
| 26 | Let Me   |